# Анте Младинич
Анте Младинич (сербохорв. Ante Mladinić, нар. 1 жовтня 1929, Спліт — пом. 13 червня 2002, Загреб) — югославський футболіст. По завершенні ігрової кар'єри — футбольний тренер, відомий роботою зі збірною СФРЮ.
Виступав, зокрема, за клуб «Хайдук» (Спліт).

## Ігрова кар'єра
У дорослому футболі дебютував 1947 року виступами за команду клубу «Хайдук» (Спліт), в якій провів дев'ять сезонів, взявши участь у 136 матчах чемпіонату. 
Завершив професійну ігрову кар'єру у клубі «Спліт», за команду якого виступав протягом 1956—1958 років.

## Кар'єра тренера
1974 року очолив тренерський штаб збірної СФРЮ, з якою працював два роки, зокрема, готував команду для участі в чемпіонаті Європи 1976 року.
Протягом 1976–1978 років очолював команду «Партизана», після чого ще деякий час працював зі збірною СФРЮ.
Останнім місцем тренерської роботи був клуб «Хайдук» (Спліт), головним тренером команди якого Анте Младинич був до 1982 року.
Помер 13 червня 2002 року на 73-му році життя в Загребі.